# Henryk Żuławski
Henryk Żuławski (ur. 1 lutego 1871, zm. 1921) – major lekarz Wojska Polskiego z tytułem doktora.

## Życiorys
Urodził się 1 lutego 1871. Ukończył studia medyczne uzyskując tytuł naukowy doktora. Był oficerem lekarzem c. i k. armii. Podczas I wojny światowej był lekarzem pułkowym 2 Pułku Dragonów.
Po odzyskaniu przez Polskę niepodległości został przyjęty do Wojska Polskiego. Zweryfikowany w stopniu majora.
Zmarł w 1921 i został pochowany na cmentarzu Rakowickim w grobowcu rodzinnym w kwaterze Ra.

## Odznaczenia
- Krzyż Kawalerski Orderu Franciszka Józefa z dekoracją wojenną (1916)[2].